# 92. п. н. е.

## Смрти
- Антиох XI Епифан